# Comando de Aeródromo E 28/XII
El Comando de Aeródromo E 28/XII (Flieger-Horst-Kommandantur E 28/XII) fue una unidad de la Luftwaffe durante la Segunda Guerra Mundial.

## Historia
Fue formado en mayo de 1940 en Ober-Olm. En octubre de 1942 es renombrado como Comando de Aeródromo A 235/XII.

## Servicios
- mayo de 1940: en Ober-Olm.
- julio de 1940 – octubre de 1942: en Nancy-Essay (Francia).